# قلعه دوسینه
بقایای قلعه دوسینه در شهرستان بانه، بخش ننور، دهستان بوئین، روستای دوسینه واقع شده و این اثر در تاریخ ۱۵ دی ۱۳۸۷ با شمارهٔ ثبت ۲۴۱۶۵ به‌عنوان یکی از آثار ملی ایران به ثبت رسیده است.